# Szulejmán herceg
Szulejmán herceg (Isztambul, 1613 vagy 1615 – Isztambul, 1635. július 27. vagy 1635. augusztus 8.) I. Ahmed oszmán szultán fia, oszmán herceg, IV. Murád oszmán szultán, II. Oszmán oszmán szultán, Ibrahim oszmán szultán testvére volt.

## Származása
Szulejmán herceg I. Ahmed oszmán szultán fiaként született a Topkapı palotában Isztambulban 1613 és 1615 között. Anyja kiléte bizonytalan. Egyesek úgy tartják, hogy Köszem szultána fia. Azonban egy-két dolgot figyelembe véve ez nem valószínű. Egyrészt Ibrahim herceg, ( a későbbi Ibrahim oszmán szultán) 1615. november 5-én született, tehát, ha Szulejmán herceg is 1615-ben született, akkor nem lehetséges az, hogy az anyja Köszem szultána. (Bizonyos elképzelések szerint Szulejmán herceg 1615-ben született, akárcsak Ibrahim.
)A másik ellenérv az, hogy IV. Murád oszmán szultán  először Bayezid herceget és Szulejmán herceget végeztette ki, a két másik testvérét, Kászim herceget és Ibrahimot ekkor még megkímélte. Bayezid és Szulejmán kivégzésére 1635-ben került sor, míg Kászim herceget három évvel később, 1638-ban végeztette ki. IV. Murád oszmán szultán 1640-ben a halálos ágyán Ibrahim kivégzését is elrendelte, azonban ezt a parancsot már nem hajtották végre. Bayezid herceg nem sokkal Murád után született, tehát az anyja biztosan nem Köszem szultána. Követi beszámolók valószínűsítik, hogy Bayezid herceg II. Oszmán oszmán szultán édestestvére volt és az anyja neki is Mahfiruz Hatidzse Hatun. Tehát Bayezid herceg egészen biztos, hogy IV. Murád oszmán szultán féltestvére volt. Mivel Szulejmánt Bayeziddel (aki tudottan Murád féltestvére) egyszerre végeztette ki Murád, így nagyon valószínű, hogy Szulejmán is csak féltestvére volt Murádnak, tehát az anyja nem Köszem szultána volt. Valószínűleg Murád először a féltestvéreitől akart megszabadulni, hiszen Kászim herceget három évvel később végeztette ki.

## Élete
Apja, I. Ahmed oszmán szultán fiatalon meghalt, 1617-ben. Ahmedet a trónon a testvére, I. Musztafa oszmán szultán követte. Musztafát 1618-ban őrültnek nyilvánították, és a trónon Szulejmán herceg testvére, II. Oszmán oszmán szultán követte. (II. Oszmán még 1621-ben kivégeztette a legidősebb testvérét, Mehmed herceget.) II. Oszmán oszmán szultán ellen fellázadtak, majd meggyilkolták. Oszmán megbuktatása után (1622-ben) I. Musztafa - anyja segítségével - visszavette a hatalmat és még egy évig uralkodott. Végül Köszem szultána 1623-ban megdöntötte hatalmát, a trónra kiskorú fiát, Murádot ültette, magát pedig kormányzóvá nevezte ki.
IV. Murád oszmán szultán fiatal kora miatt kezdetben édesanyja, Köszem szultána uralkodott a birodalom régenseként. A helyzet igen rossz volt, az elmúlt években a birodalom fokozatosan anarchiába süllyedt és egyre kilátástalanabbá vált a helyzet. Köszem és az államférfiak erősen küzdöttek, hogy a birodalmat kihúzzák a csávából, és bár értek el sikereket, nem sikerült megoldaniuk a problémákat.
1632-ben aztán egy janicsárlázadásban csúcsosodott ki a feszültség. A janicsárok kivégezték Murád több közeli bizalmasát és követelték a szultántól, hogy mutassa meg nekik a hercegeket. Murád kénytelen volt beleegyezni ebbe és megmutatta a janicsároknak a testvéreit, akik ekkor éltetni kezdték a hercegeket. Ezt a megaláztatást Murad sosem felejtette el. Ekkor tapasztalta meg életében először, hogy a hercegek veszélyt jelentenek rá. 1632-ben Köszem szultána elvesztette régensi pozícióját és Murád szultán vasszigorral kezdett uralkodni. IV. Murád oszmán szultán szigorította az alkohol és a dohány használatát, valamint betiltotta a kávé fogyasztását. Egyes források alapján 1632 és 1637 között több mint 25 000 embert végeztek ki Murád parancsára. Szulejmán herceg Murád szultán uralkodása alatt bezárva élte az életét az úgynevezett Kafesban, ami nagyjából ketrecet jelent. A Kafes a hárem azon része volt, ahol a trón lehetséges utódait tartották bezárva és a palota eunuchjai állandó felügyelete alatt álltak. Murád példaképének I. Szelim oszmán szultánt (I. Szulejmán apja)tartotta, őt próbálta követni mindenben, így a régi öröklési rendet is vissza akarta hozni, hogy utána fia kövesse a trónon, ne pedig öccsei közül valaki. 
A régi öröklési rend a következőképpen nézett ki. A testvérgyilkosság törvénye egészen a Konstantinápolyt elfoglaló II. Mehmed szultánig nyúlik vissza.  II. Mehmed okult a nagyapja, I. Mehmed esetéből, aki kénytelen volt a testvéreivel harcolni, ezért apja halála után, trónralépésekor, amíg a háremben a részvétnyilvánításokat fogadta, az embereivel megfojtatta a testvérét. II.Mehmed meghagyta az utódainak is, hogy a trónralépésükkor végeztessék ki a fiútestvéreiket, hogy az állam mindenkori rendje biztosítva legyen. Ennek eredményeként III.Murád 5, III. Mehmed 19 fivérét végeztette ki. I.Ahmed a trónralépésekor nem végeztette ki a testvérét, Musztafát. Ahmed így szakított ezzel a hagyománnyal. Később a szultánok egy kellemetlen, de humánusabb megoldást választottak. Amikor egy szultán trónra lépett, akkor a fiútestvéreit nem végeztette ki, hanem bezáratta. A hercegek innentől kezdve bezárva éltek, amíg a trónra nem léptek vagy meg nem haltak. A palota azon része, ahol a hercegek elzárva éltek a Kafes nevű rész volt, ez magyarul ketrecet jelent. A hercegek itt éltek elzárva a palota eunuchjai állandó felügyelete mellett életük végéig vagy az uralkodásukig. IV. Murád oszmán szultán apja I. Ahmed oszmán szultán sem ölette meg a testvérét Musztafát a trónralépésekor. Ezzel szemben Murád mentálisan és fizikailag is egyre rosszabb állapotban került az évek során, így kezdett paranoiddá válni és mindenben konspirációt látott személye ellen. Ezen okok vezettek oda, hogy Murád szultán 1635-ben végzetes döntést hozott.

## Halála
1635-ben IV. Murád oszmán szultán a győztes revani hadjárat után, amíg az emberek ünnepeltek, kivégeztette Bayezid herceget és Szulejmán herceget. Szulejmán herceg tehát 1635-ben halt meg, mert Murád szultán kivégeztette. Kivégzésének pontos oka ismeretlen. Valószínűleg Murád paranoiája lett a veszte. Szulejmán herceget apja I. Ahmed oszmán szultán türbéjében temették el, amely Ahmed szultán mecsetje komplexumon belül található. A szerencsétlen sorsú Bayezid herceget ugyanitt temették el.

## Helye a populáris kultúrában
A szultána sorozatban Szulejmán herceg nem szerepel és még csak meg sem említik. Ellenben Mehmed herceg, Bayezid herceg és Kászim herceg szerepel a sorozatban.